# Фотометрия
Фотометрията (на старогръцки: φῶς; на старогръцки: φωτός – светлина и на старогръцки: μετρέω – измервам) е раздел на приложната оптика и представлява наука за измерване на яркостта на светлината по начина, по който се възприема от човешкото око, или с други думи провеждане на количествени измервания на енергийните характеристики на излъчването. Тя е различна от радиометрията, която е наука за измерване на лъчистата енергия по отношение на абсолютната мощност. Като наука фотометрията възниква през 18 век.
Човешкото око не е еднакво чувствително към всички дължини на вълната във видимия спектър и фотометрията се опитва да отчете това.
Фотометричните измервания се извършват с помощта на фотодетектори, устройства, които произвеждат електрически сигнали при излагане на светлина. Прости приложения на тази технология включват включване и изключване на осветителни тела, базирано на осветеност на околната среда и светомери, които се използват за измерване на общия светлинен поток в една точка. По-сложни форми на фотометрично измерване често се използват в рамките на осветителната индустрия. Сферични фотометри може да се използват за измерване на насочен светлинен поток.
Когато измерването става в по-широк спектрален диапазон спектрофотометри. По-голямата част от тях се използват в спектралните области на видимия спектър и в близост до него.